# Instituto de arte Städel

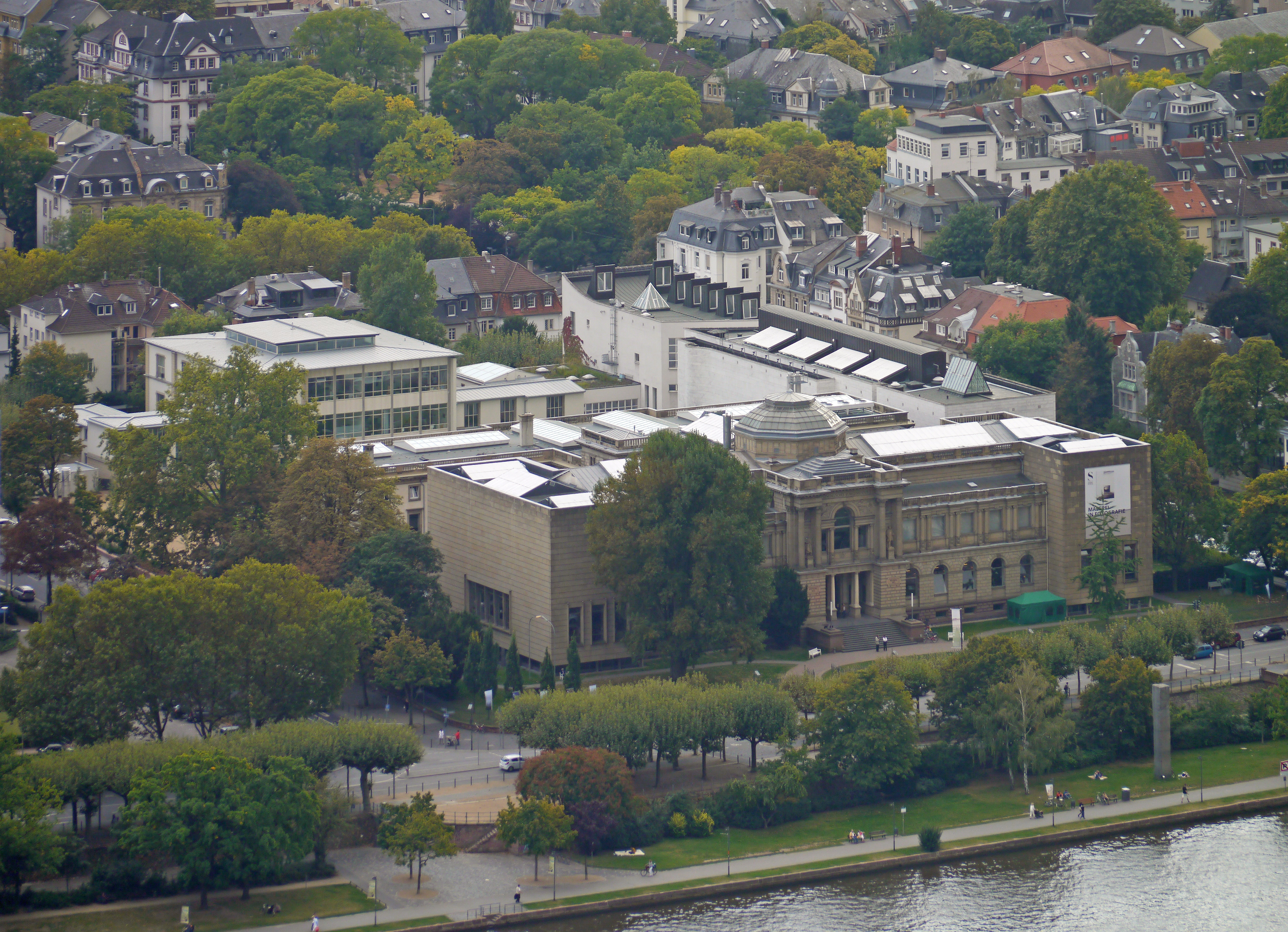
Museo de arte Städel.

El Städel Museum, oficialmente el Städelsches Kunstinstitut und Städtische Galerie, es un museo de arte en Fráncfort del Meno, con una de las más importantes colecciones de Alemania. Se levanta sobre el río Meno, en la zona conocida como Museumsufer.
El Städel tiene 2.700 cuadros (de los que se exhiben 600) y una colección gráfica de 100.000 dibujos y láminas así como 600 esculturas. Tiene unos 4000 m² de muestra y una biblioteca de 100.000 libros y 400 publicaciones periódicas.

## Historia
El Städel fue fundado en 1818 de acuerdo a los deseos del banquero y comerciante de Fráncfort Johann Friedrich Städel, quien a su muerte legó su importante colección de arte.
En 1878, un nuevo edificio, diseñado conforme al estilo Gründerzeit, se erigió en la calle Schaumainkai. Hacia 1933 fueron confiscados 77 cuadros y 700 láminas calificados como «arte degenerado» por los nazis. En 1939, la colección fue alejada de Fráncfort para prevenir daños durante la Segunda Guerra Mundial. La galería resultó dañada por las incursiones aéreas de la guerra y se reedificó en 1966 de acuerdo con un diseño del arquitecto de Fráncfort Johannes Krahn.
Un nuevo edificio, dedicado a la obra del siglo XX y exposiciones especiales se alzó en 1990, diseñado por Gustav Peichl. Se hicieron pequeñas reformas entre 1997 y 1999. En 2010 hubo nuevos trabajos, que requirieron la retirada de obras de arte. Aprovechando este lapso, una selección de pintura barroca holandesa se expuso en el Museo Guggenheim Bilbao.

## Colección
El Städel conserva pintura europea de siete siglos, comenzando a principios del siglo XIV y pasando por el Gótico tardío, el Renacimiento, el Barroco y los siglos XIX y XX.
Sobresale la pintura italiana de los siglos XV y XVI, con obras de Sandro Botticelli, Andrea Mantegna, Giovanni Bellini, Bronzino (Dama vestida de rojo) y un famoso retrato femenino pintado por Bartolommeo Veneto, tradicionalmente identificado como Lucrecia Borgia.
Los primitivos flamencos destacan con la Madonna de Lucca de Jan van Eyck, la Madonna Médici de Rogier van der Weyden, La Verónica de Robert Campin y el bullicioso Ecce Homo de El Bosco.
El fondo del Renacimiento alemán incluye importantes originales de Lucas Cranach el Viejo (Venus), Albrecht Altdorfer, Hans Holbein el Joven y Hans Baldung Grien. De Durero existe una enorme colección de grabados, que habitualmente no se exponen para preservarlos de la luz.
El barroco holandés destaca con varios óleos de Rembrandt, como La ceguera de Sansón y David tocando el arpa ante Saúl. Otra obra maestra es El geógrafo de Vermeer; también se encuentran representados Frans Hals y Bartholomeus Breenbergh, entre otros.
La colección de pintura y escultura no se limita a dichas épocas, y llega al impresionismo y las vanguardias del siglo XX con ejemplos de Delacroix, Manet, Monet, Degas, Renoir, Max Beckmann, Ernst Ludwig Kirchner, Picasso, Franz Marc, Henri Matisse, Yves Klein...
La gran colección de láminas y dibujos no está en la exposición permanente y se custodia en la primera planta del museo. Destaca el valiosísimo fondo de grabados de Durero, del que se mostró una selección (2007) en el Museo Guggenheim de Bilbao. Las obras sobre papel que no están permanentemente exhibidas pueden verse previa cita.
La galería tiene un departamento de conservación y restauración.

### Galería

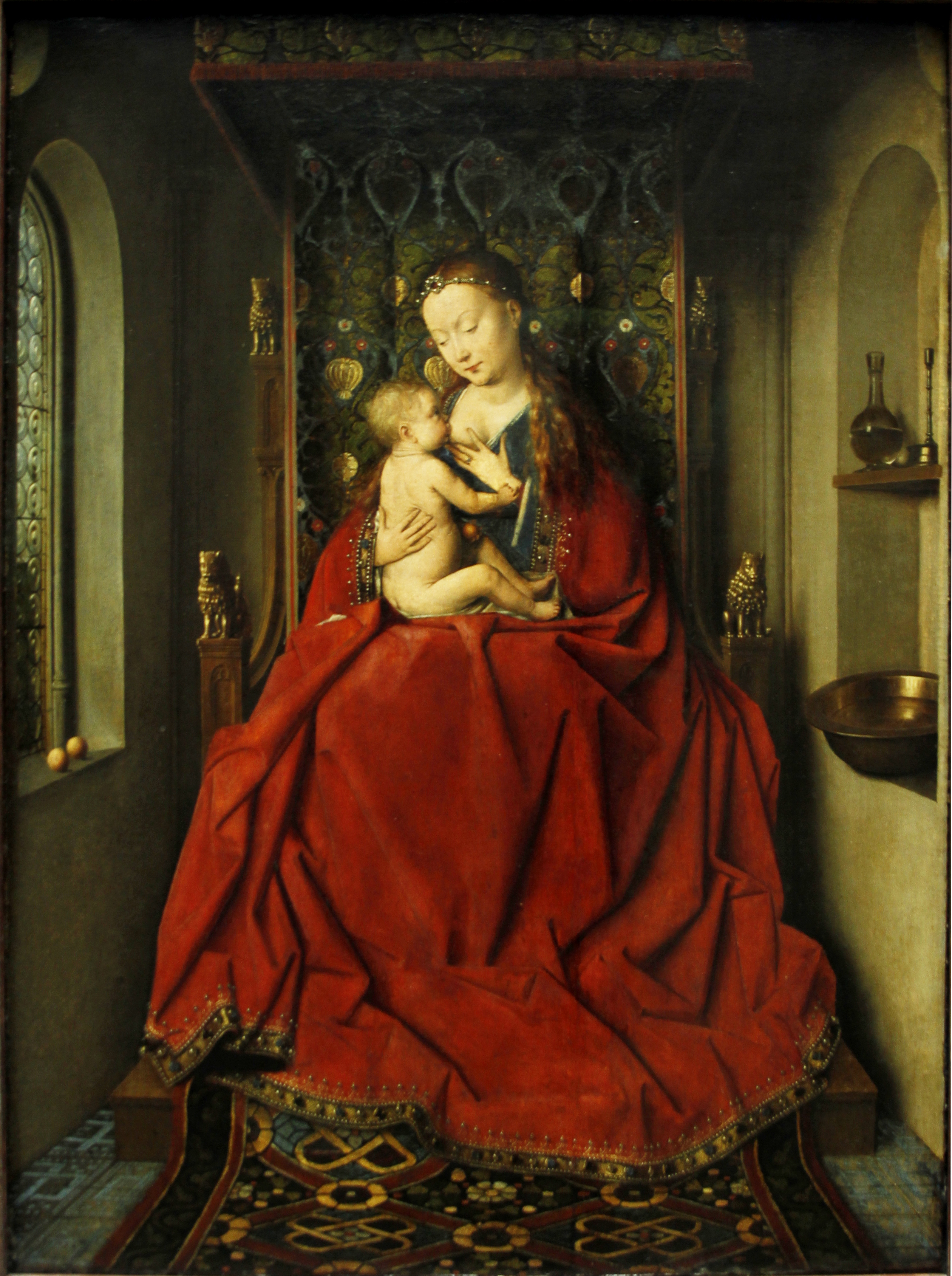
Jan van Eyck, Madonna de Lucca, 1390–1441
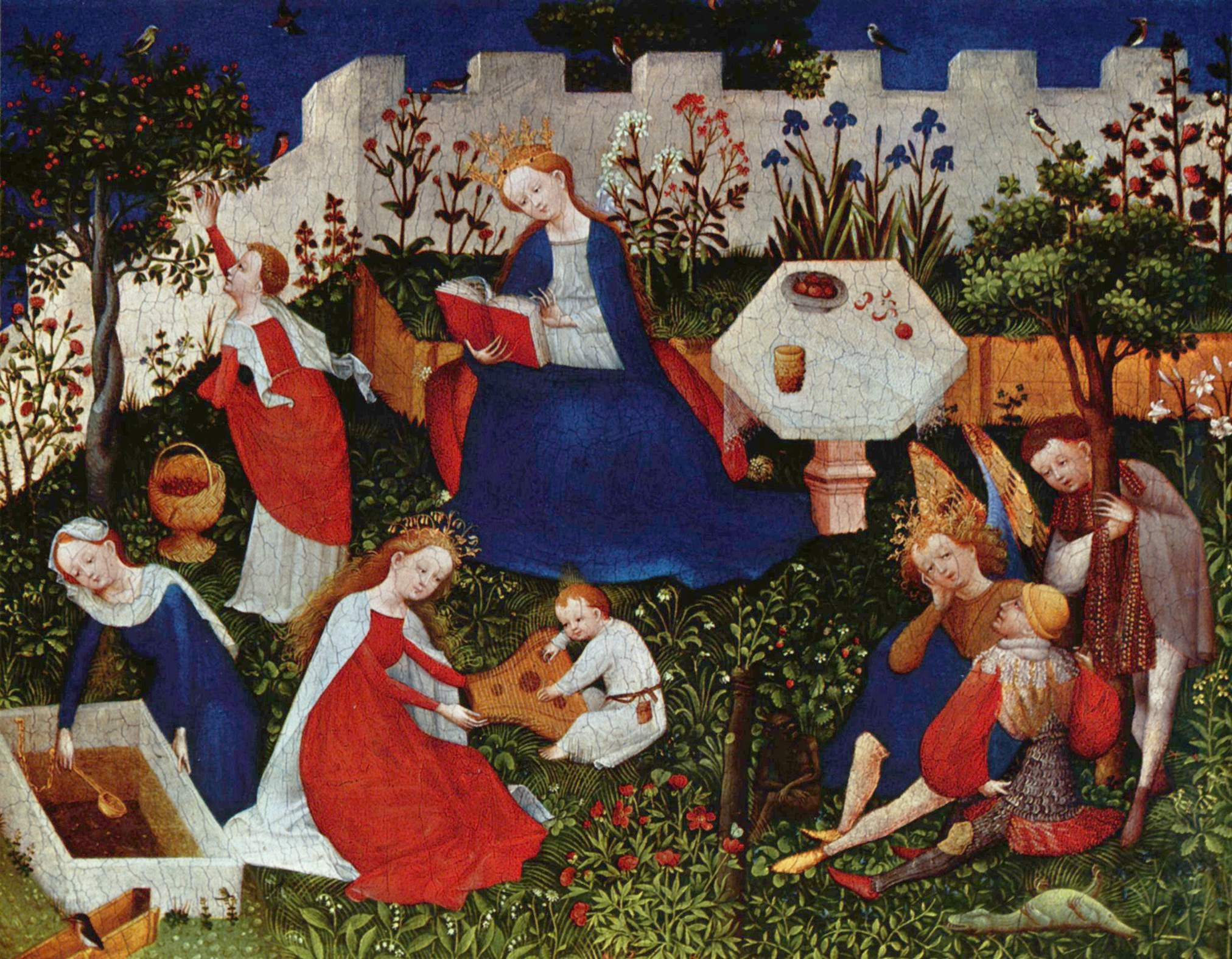
Maestro del Paraíso de Fráncfort, Jardín del Paraíso, 1400-1420
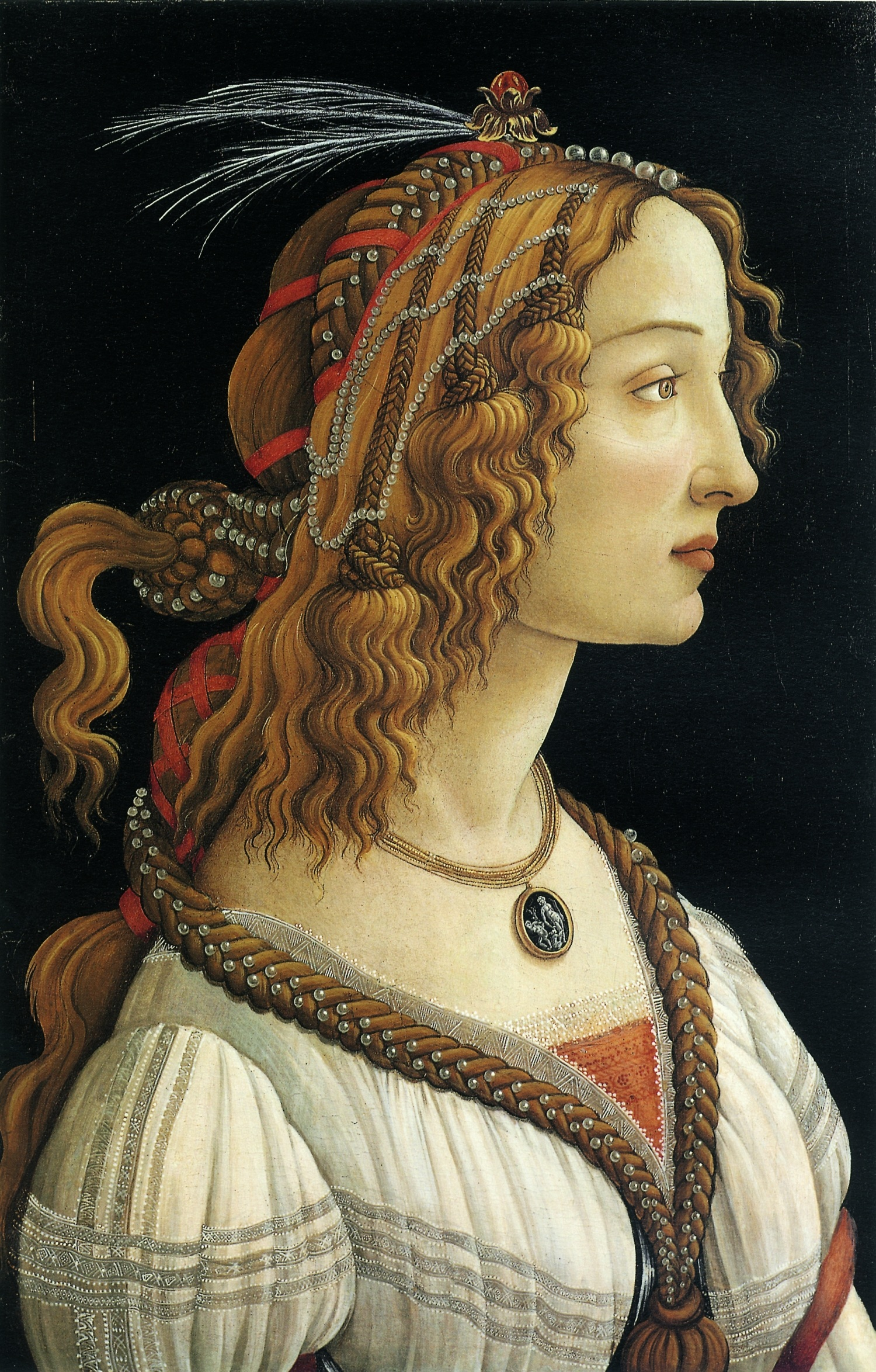
Sandro Botticelli, Retrato de una joven, 1480-85
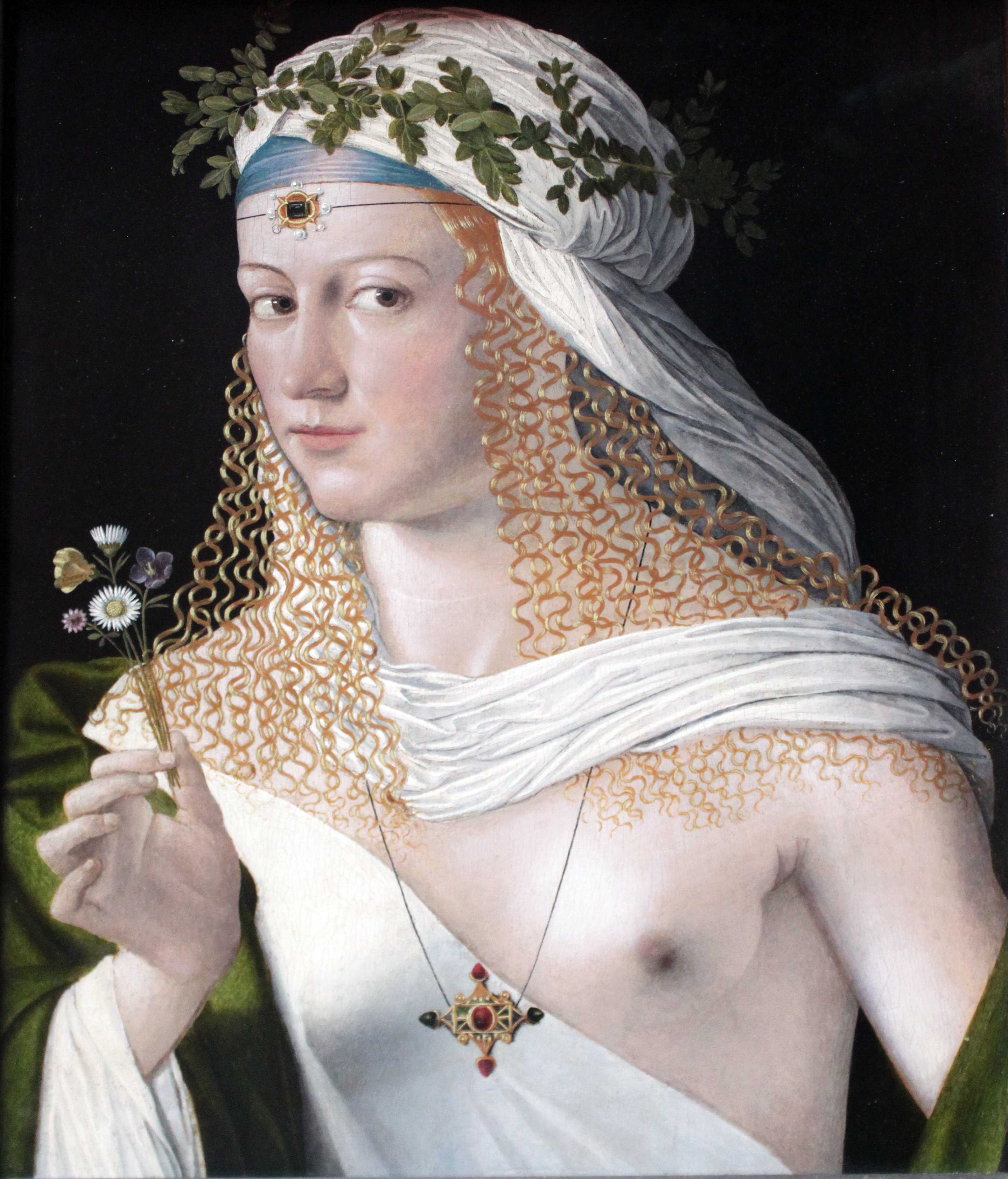
Bartolommeo Veneto, Supuesto retrato de Lucrecia Borgia, 1500-1530
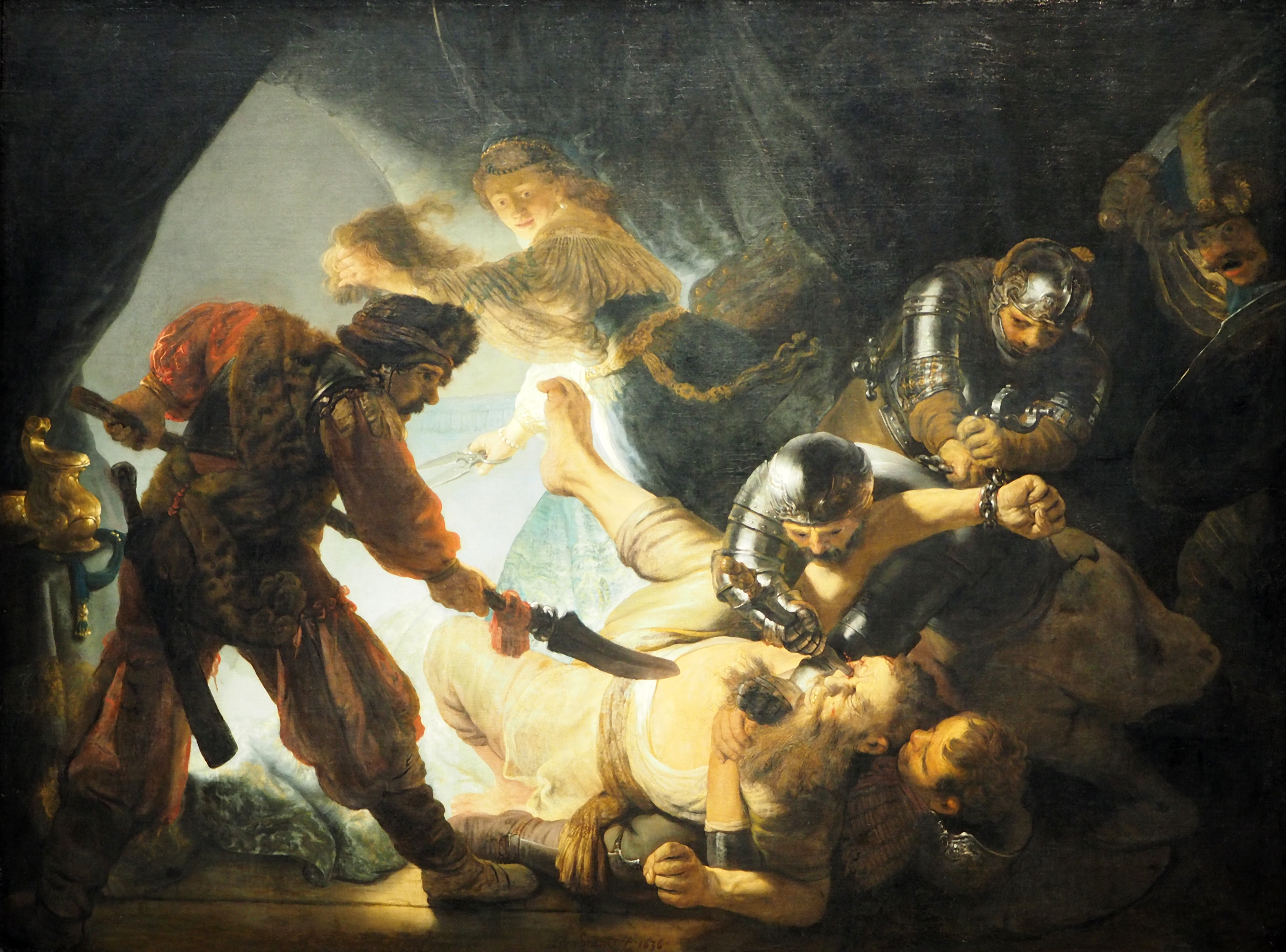
Rembrandt, La ceguera de Sansón, 1636
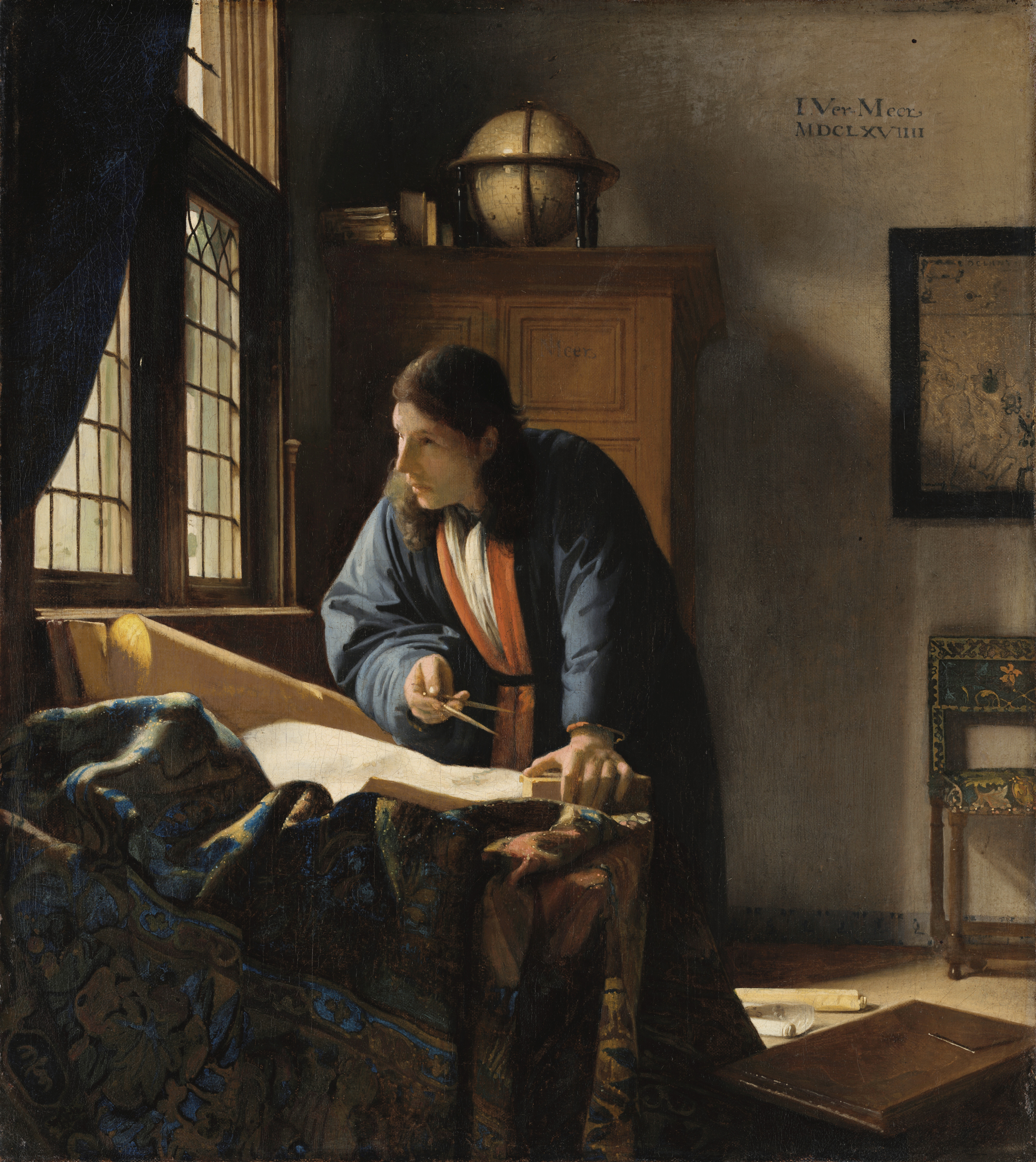
Johannes Vermeer, El geógrafo, 1669
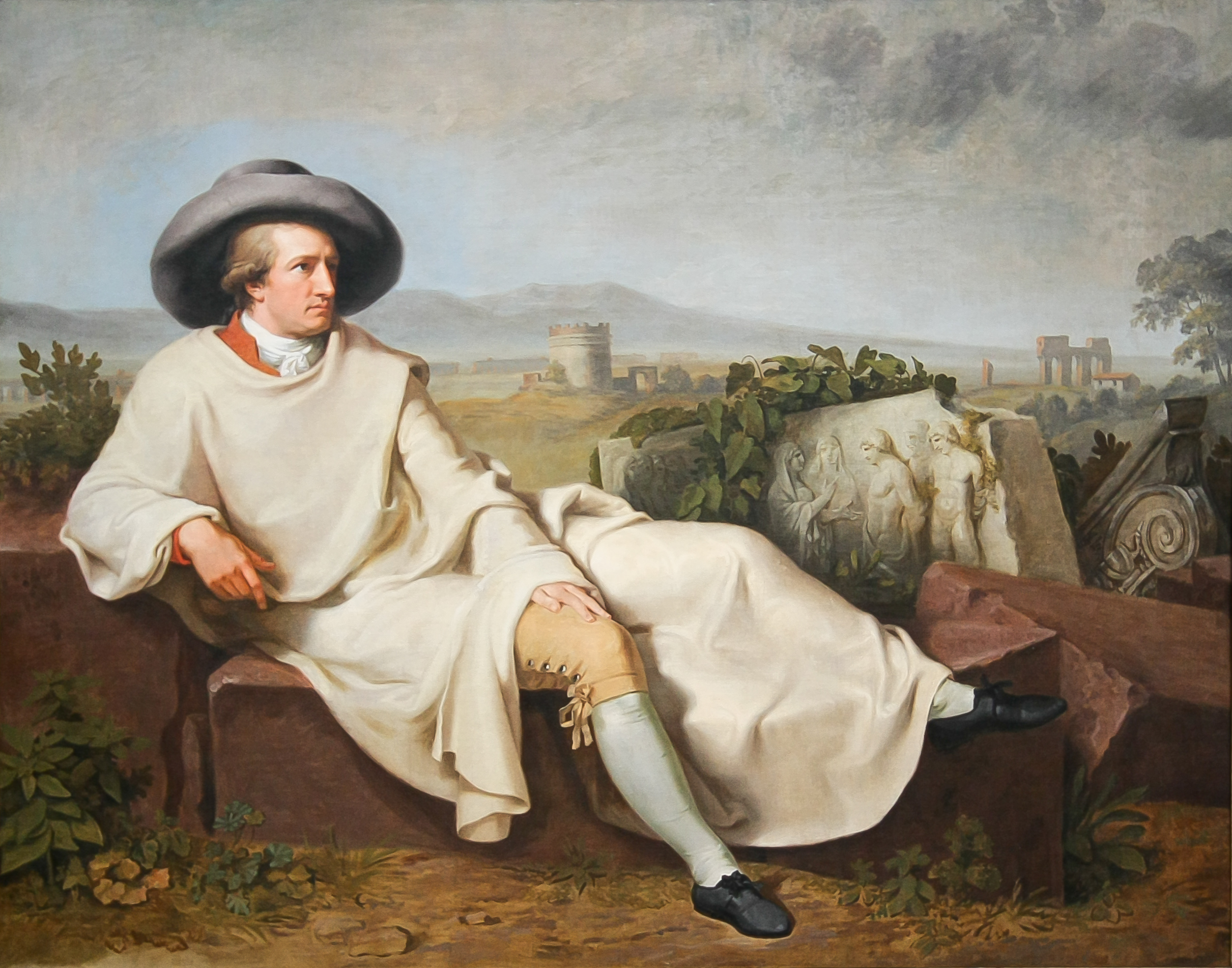
Johann Heinrich Wilhelm Tischbein, Goethe en la campiña romana, 1787
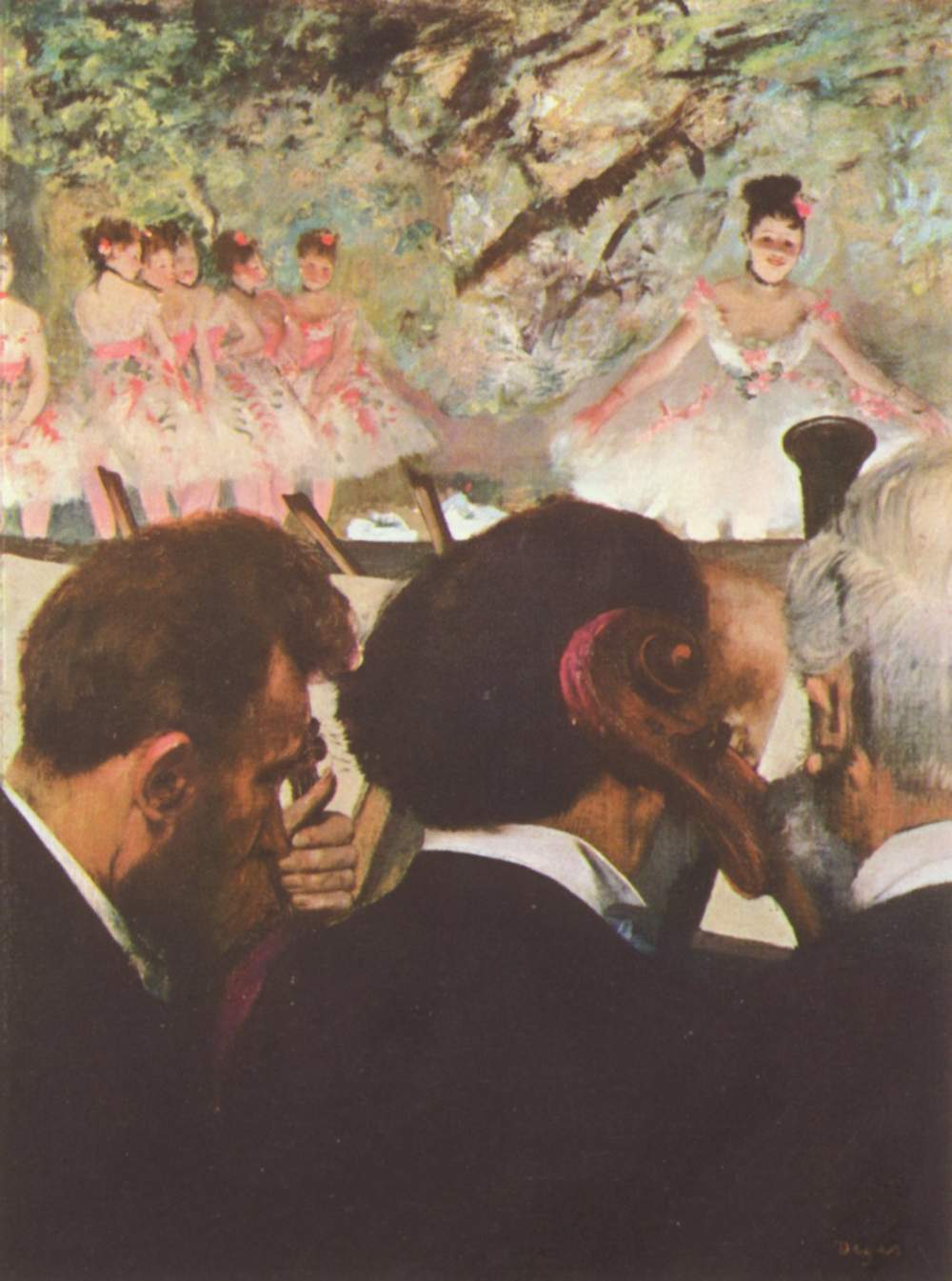
Edgar Degas, Los músicos de la orquesta, 1872